# Villalobar de Rioja
Villalobar de Rioja és un municipi de la Rioja, a la regió de la Rioja Alta. Es troba en una localització privilegiada entre Santo Domingo de la Calzada i Haro.

## Etimologia
Villalobar podria estar relacionat amb "llop", però gràcies a la documentació medieval (Alfovare, Vila Lhovar, Bilafavar) se sap que el nom és un híbrid del llatí i àrab, en el qual es pot reconèixer la formació vila + ar, al-hawr ("l'om").

## Geografia
Se situa entorn de la vall de l'Oja. Predominen les activitats primàries, principalment l'agricultura de secà, amb el cultiu de blat, ordi, patata, remolatxa i hortalissa.

## Història
En el seu terme municipal es troben vestigis de l'antiga calçada romana que unia Tricio i Briviesca. Els romans van anomenar-la Alfovare. Apareix com a Villafavar en un document de l'any 1120. Fins a 23 de desembre de 1804 va ser un llogaret pertanyent a Santo Domingo de la Calzada, any que el rei Carles IV d'Espanya li va concedir el títol de vila independent.